# Casey Nogueira
Casey Nicole Nogueira (ur. 23 lutego 1989 w San Diego w stanie Kalifornia) – amerykańska piłkarka grająca na pozycji pomocnika lub napastnika, reprezentantka kraju w rozgrywkach seniorskich, juniorskich (U-20) i kadetek (U-17).
W styczniu 2007 w wieku 17 lat zadebiutowała w seniorskiej reprezentacji USA na Turnieju Czterech Narodów w Chinach, jednak nie dostała się do składu na wrześniowe Mistrzostwa Świata w Piłce Nożnej Kobiet 2007 tamże.
Jako najmłodsza zawodniczka na zawodach, wzięła udział w Mistrzostwach Świata U-20 w Piłce Nożnej Kobiet 2006 w Rosji (IV miejsce, obie przegrane w półfinale i w meczu o III miejsce jednym rzutem karnym; Nogueira strzeliła jednego gola w turnieju).
Casey Nogueira jest nazywana przez piłkarskich ekspertów nową Mią Hamm, skojarzenie po części powstałe zapewne z powodu uczęszczania do i reprezentowania tego samego uniwersytetu co Mia Hamm,  Uniwersytet Karoliny Północnej, do którego trafiła zaliczając liceum (ang.: high school) o cały rok przedterminowo, i z którym, jak Mia Hamm (i później Cat Reddick), wygrała uniwersyteckie mistrzostwo kraju NCAA w swoim pierwszym roku na uczelni, pokonując 2:1 uprzednio niepokonany tego roku University of Notre Dame, strzelając zwycięską bramkę i zaliczając asystę, po strzeleniu także zwycięskiej bramki w półfinale przeciwko UCLA.
Jest córką znanego amerykańskiego bramkarza halowego (ang.: indoor soccer) i futsalowego Victora Nogueiry, wicemistrza Mistrzostw Świata w Futsalu z Hongkongu w 1992.

## Przynależność klubowa
- 2004–2006: CASL Spartan Elite
- 2006–2007:  Uniwersytet Karoliny Północnej
- 2007: Jersey Sky Blue